# Tor des Schmerzes
Tor des Schmerzes is de begraafplaats voor slachtoffers van het euthanasieprogramma in Karlsruhe, Duitsland. Op de begraafplaats liggen Duitse burgers begraven, die zijn omgekomen ten gevolge van Aktion T4, het nazi-euthanasieprogramma.

## Begraafplaats
De begraafplaats maakt onderdeel uit van het Hauptfriedhof in Karlsruhe. Op de speciaal voor de slachtoffers van Aktion T-4 ingerichte deel, liggen 289 slachtoffers begraven. Op de centrale plaats van de begraafplaats staat een in 1964 door Carl Egler geschapen monument met de tekst "Du sollst nicht töten" (Gij zult niet doden).